# Лютеин
Лютеин — пигмент, относящийся к ксантофиллам — группе кислородсодержащих каротиноидов. Ксантофиллы (от др.-греч. ξανθός — жёлтый и φύλλον — лист) — главная составная часть жёлтых пигментов в листьях, цветках, плодах и почках высших растений, а также во многих водорослях и микроорганизмах. Этим термином в 1837 году шведский химик Берцелиус обозначил жёлтый пигмент, выделенный из опавших осенью жёлтых листьев. Позже под ксантофиллами стали понимать только гидроксилированные каротиноиды. Термин «лютеин»  используется с XX века. В животном мире ксантофиллы, в том числе лютеин, встречаются реже (например, в курином желтке).
Молекула лютеина липофильна. Наличие сопряженных двойных связей объясняет светопоглощающие свойства и противоокислительное действие лютеина.
Зарегистрирован в качестве пищевой добавки с номером E161b.

## Биосинтез лютеина
Лютеин — природный пигмент, относящийся к группе гидроксилированных каротиноидов — ксантофиллов. В отличие от углеводородных каротиноидов, ксантофиллы содержат гидроксильные группы и обладают полярностью. В связи с этим они занимают соответствующие позиции внутри липопротеиновых мембран.
Наличие системы сопряжённых двойных связей обуславливает два основных свойства лютеина:
1. Поглощение сине-фиолетовой части спектра с переходом в синглетное состояние (максимум поглощения — 460нм).
2. Нейтрализация окислителей и свободных радикалов.

В растениях все ксантофиллы нековалентно связаны с белками и липидами фотосинтетических мембран. Преимущественно находятся в пластидах. Они поглощают часть солнечного спектра, недоступную хлорофиллу. Также ксантофиллы рассеивают избыточную энергию, выполняя фотозащитную функцию. Кроме того, они нейтрализуют свободные радикалы, интенсивно образующиеся при фотосинтезе.
Биосинтез лютеина путём гидроксилирования из α-каротина осуществляется только в растениях, поэтому человек и животные должны получать лютеин с пищей.
Схема биосинтеза лютеина у высших растений:
1. Первый этап — это образование изопреновой цепи: из изопренилфосфата в присутствии геранилгеранилсинтазы образуется геранилгеранилпирофосфат:
2. Четыре геранилгеранилпирофосфата в присутствии фитоенсинтазы образуют фитоен:
3. В ходе дегидрирования под действием фитоендесатуразы образуется зета-каротин:
4. Дальнейшее дегидрирование под действием зетакаротиндесатуразы приводит к образованию ликопина:
5. Ликопинциклаза превращает ликопин в альфа-каротин:
6. Альфа-каротин под действием каротингидроксилазы превращается в лютеин[3]:

## Содержание в организме человека
Организм человека не способен синтезировать лютеин, поэтому поступление лютеина в организм напрямую связано с питанием. Среди всех каротиноидов лютеин обладает самой высокой биодоступностью — почти 80 %. На его усваиваемость наибольшее влияние оказывает наличие липидов в пище.
Для усвоения лютеина необходимо потреблять некоторое количество липидов (жиров).
Часть пищевого лютеина обычно этерифицирована, поэтому требуется наличие кишечных липаз для его деэтерификации. Лютеин в составе липидной мицеллы должен подойти к стенке тонкого кишечника. Как полярная молекула, лютеин располагается на поверхности раздела фаз. В энтероцит такая мицелла попадает путём пассивной диффузии. В кровоток лютеин выходит в составе хиломикрона.
В разных тканях лютеин накапливается неодинаково: максимальная его концентрация наблюдается в глазе, особенно в сетчатке (в 10000 раз больше, чем в плазме крови). Это связано с избирательным поглощением лютеина с помощью ксантофилл-связывающего переносчика. Также в поглощении лютеина глазом играет роль белок тубулин.
Внутри глаза лютеин (и его изомер — зеаксантин) также распределён неравномерно: в жёлтом пятне сетчатки содержится до 70 % лютеина и зеаксантина от их общего содержания в глазу. Помимо сетчатки и подстилающего пигментного эпителия, они обнаруживаются в сосудистой оболочке глаза, радужке, хрусталике и в цилиарном теле.
Их концентрация экспоненциально убывает от центра сетчатки к её периферии. Показано, что около 50 % этих пигментов сетчатки сосредоточено в её центральной зоне с угловыми размерами от 0,25 до 2,00 °. По биохимическим данным, концентрация макулярных пигментов в центральной зоне (1,5^1 мм) почти в 3 раза выше, чем в периферических зонах сетчатки человека.
В настоящее время предполагается, что макулярный пигмент с его максимумом поглощения при 460 нм (синяя область) выполняет несколько функций. Среди них — снижение влияния хроматической аберрации глаза за счёт снижения интенсивности синего аберрационного «ареола» при аккомодации глаза в области максимальной средней чувствительности (550 нм) и повышение тем самым остроты зрения, а также противоокислительная — сочетание высокого парциального давления кислорода в сетчатке (до 70 мм рт. ст.) и наличия чувствительнык к фотоокислению полиненасыщенных жирных кислот мембран создаёт предпосылки к развитию окислительного стресса, и высокая концентрация липофильных ксантофиллов, обладающих антиоксидантными свойствами, предотвращает окислительное повреждение клеток.